# ジェイコブ・ディッキー・ンカテ
ジェイコブ・ディッキー・ンカテ（ツワナ語: Jacob Dickie Nkate、1961年6月16日 - ）は、ボツワナの弁護士、政治家、外交官、大使。英領ベチュアナランド（現・ボツワナ共和国）ツァオ出身。ボツワナ大学卒。既婚、3児の父。

## 人物
弁護士として勤務した後に政界入りし、1994年から2009年にかけて国会議員。国土住宅環境大臣、貿易産業大臣、教育技術育成大臣を歴任する。国会議員辞職後の2010年より、ボツワナ輸出投資局最高経営責任者。
2012年11月1日、駐日大使に任命される。2013年2月15日、皇居で信任状を捧呈。2014年8月6日、ンカテ大使は広島平和記念式典に参列して原爆犠牲者に黙祷を捧げた上で、「われわれのような小国でも国際社会での発言権はある。世界の国と連携し、核兵器の完全廃絶へ声を上げたい」と述べ、平和と核廃絶への想いを表明した。2016年11月28日、ンカテ大使は夫人を伴い皇居の御所を訪問して上皇・上皇后（当時は天皇・皇后）に面会、離任の挨拶をした。